# В'язниця Суґамо
В'язниця Суґамо (яп. 巣鴨拘置所, すがもこうちしょ) — в'язниця, яка розташовувалася в Ікебукуро (зараз частина особливого району Тосіма у Токіо, Японія).

## Історія
В'язниця Суґамо побудована у 1920-ті роки для політичних в'язнів. Моделлю будівлі послужили тогочасні європейські в'язниці. Спочатку площа комплексу становила 2.43 гектара, але згодом, після перебудови, площа зросла вдвічі.
У 1930-ті та 1940-ві роки тут було ув'язнено багато комуністів, а з початком Другої Світової війни — шпигуни союзників (наприклад Ріхард Зорге, Бранко Вукелич тощо).
Будівля не була пошкоджена під час бомбардування Токіо 10 березня 1945 року і під час окупації Японії Союзними окупаційними військами в'язниця використовувалася для утримання підозрюваних у військових злочинах (наприклад тут утримувалися прем'єр-міністри Японії Тодзьо Хідекі та Койсо Куніакі).
У травні 1952 року Американські військові сили передали в'язницю під управління японського уряду. Більшість в'язнів було помилувано чи достроково звільнено. У 1971 році комплекс було закрито через вік будівлі. У 1978 році на місті Суґамо було зведено хмарочос Sunshine 60.